# The Poughkeepsie Tapes
The Poughkeepsie Tapes är en amerikansk mockumentär/skräckfilm regisserad av John Erick Dowdle, med Bobbi Sue Luther, Samantha Robson och Ivar Brøgger i rollerna.

## Handling
När en razzia genomförs i ett övergivet hus i en stad norr om New York upptäcks hundratals videoband som visar tortyr, mord och lemlästning inspelade under ett årtionde av en seriemördare och blir den mest störande samlingen av bevis som kriminalpolisen någonsin sett.